# مهدي حسين زاده
مهدي حسين زاده (ميخيلو) (22 ديسمبر، عام 1918 - 2 نوفمبر 1944) - ملازم، بارتيزان أذربيجاني، رئيس مجموعة الاستخبارات الاستفزازية خلال الحرب العالمية الثانية، بطل الاتحاد السوفيتي.
على رغم من أنه وقع اسيرا خلال الحرب العالمية الثانية، قاتل مع أفرقة بارتيزان يوغوسلافيا، ترييستي، إيطاليا ضد فيرماخت.

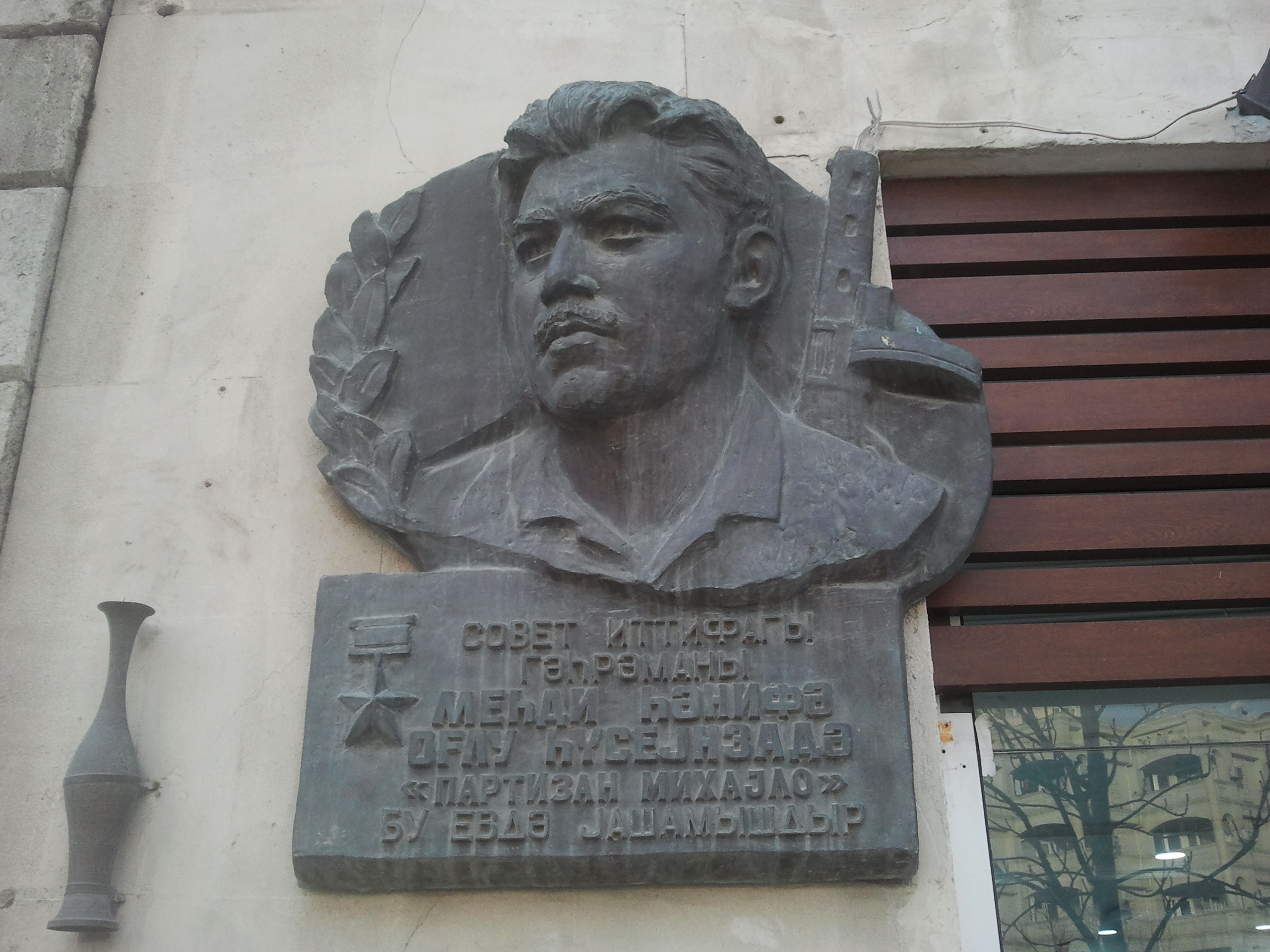
درع التذكاري مهدي حسين زاده في باكو

## حياته

### قبل الحرب
ولد مهدي حسين زاده في 22 ديسمبر، عام 1918 في قرية نوخاني، مدينة باكو. كان أبه هنيفى حسينوف عضوا في منظمة الأمة، وواحدا من المقاتلين النشطاء الذين يعملون على تأسيس النظام السوفيتي في أذربيجان.
بعد ذلك أصبح رائسا للجيش الأذربيجاني، وخاض الصراع ضد اللصوصية في البلاد.
توفي أبه عندما كان مهدي في سن مبكرة وترعرته من قبل أمه.

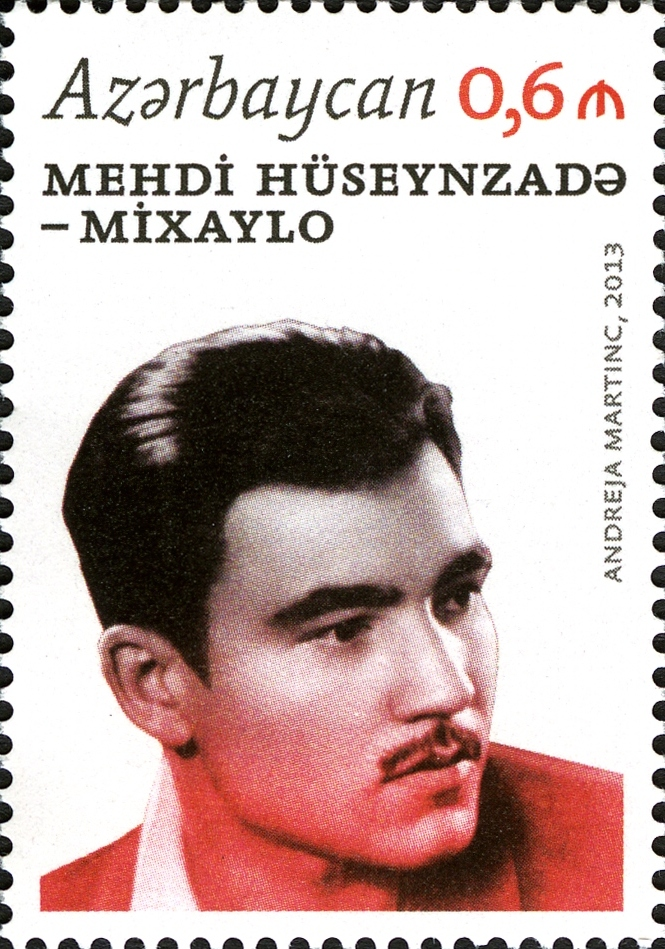
طوابع أذربيجان

### بعد الحرب
بدأ دراسته بمدرسة ثانوية رقم 77. مدرسه الأول هو ملحن سائد رستاموف. تخرج من مدرسة الثانوي، في عام 1932, ودخل مدرسة باكو للفنون. وتخرج منها في عام 1936.
هاجمت ألمانيا على الاتحاد السوفيتي بدون إعلان الحرب، في 22 يونيو 1941.
بعد ذلك مهدي حسين زاده ذهب الي المدينة لانتظار دعوتا عسكريتا. وقد في 9 أغستس، ذهب إلى عسكرية.
إقترن مهدي حسين زاده بحزب شيوعي، أثناء وجوده في الجيش الأحمر.
إنجرح مهدي خطيرة في واحدة من المعارك الدامية حول مدينة كالاتش، في أغستس، لعام 1942 ووقع أسيرا إلي الألمان.

### بارتيزان «ميكسايلو»
في بداية عام 1944، هرب مهدي حسين زاده مع مجموعة من أصدقائه من المخيم في إيطاليا، وانضم إلى بارتيزانين الذي تعاملون في الفيلق التاسع لسلوفينيا.
تم إنشاء المجرى الروسي للكتلة الرابعة للواء التحرير الشعبي السلوفيني الثالث الذي سمي باسم إيفان غرادنيك، المكون من أذربيجانيين.
و أصبح قائدالمجرى جواد حكيملي، وقوميسيره مهدي حسين زاده.
منذ هذا الوقت، أصبح مهدي حسين زاده مشاركا نشيطا لحركة بارتيزان في المنطقة الملقبة "Mikhaylo" - «ميخيلو».

## لذكره
- قام المؤلفان الأذربيجانيان عمران قاسيموف وحسن سيدبيلي نسخة فنية لمهدي حسين زاده في السرد «علي السواحل البعيدة».
- كتب الكاتب السلوفيني بيتيرعماليتي رواية بمجلدين «انتقام ميخايلو وحده» مكرسة مهدي حسين زاده.
- بني نصب مهدي حسين زاده في مدينة باكو، في عام 1973.
- وتم افتتاح مجمعات رياضية تحت اسم مهدي حسين زاده في مدينة سومقاييت ونوفخاني.
- تم ترفيع نصبه تذكاري في مدينة التي ولد مهدي حسين زاده، في عام 2007.
- في 25 أكتوبر، عام 2007, أقيم احتفال رسمي لتمثال البطل بالقرب من مدينة نوفا جوريتسا في قرية شيمباس لسلوفينيا التي قُتل فيها حسينزاده.
- في 21 ديسمبر، عام 2013, أقيم افتتاح المجمع التذكاري الجديد في قرية تشوفوفان في سلوفينيا، حيث دُفن مهدي حسين زاده، بالدعم المالي من قبل سوكار- SOCAR ووزارة الثقافة (أذربيجان).
- تم افتتاح نصب تذكاري مهدي حسين زاده بسلوفينيا في مدينة ماريبور، في عام 2017.

## أفلام حوله
- على السواحل البعيدة (فيلم، 1958)
- أسطورة عن السواحل البعيدة (فيلم، 2002)
- اسمه مستعار «ميكسايلو» (فيلم، 2008)

## معرض صور

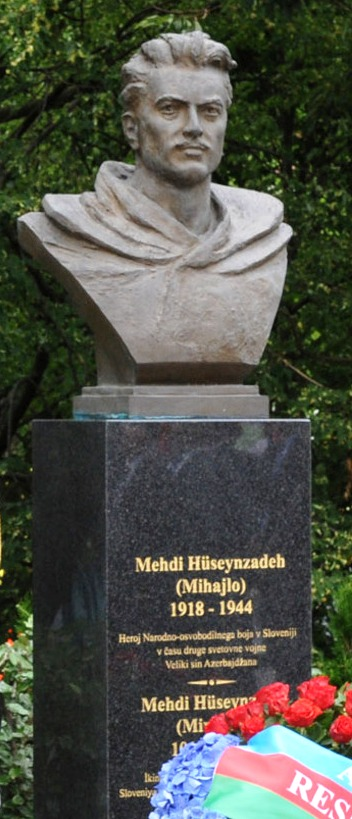
تمثال نصفي مهدي حسين زاده في مدينة نوفا جوريكا.
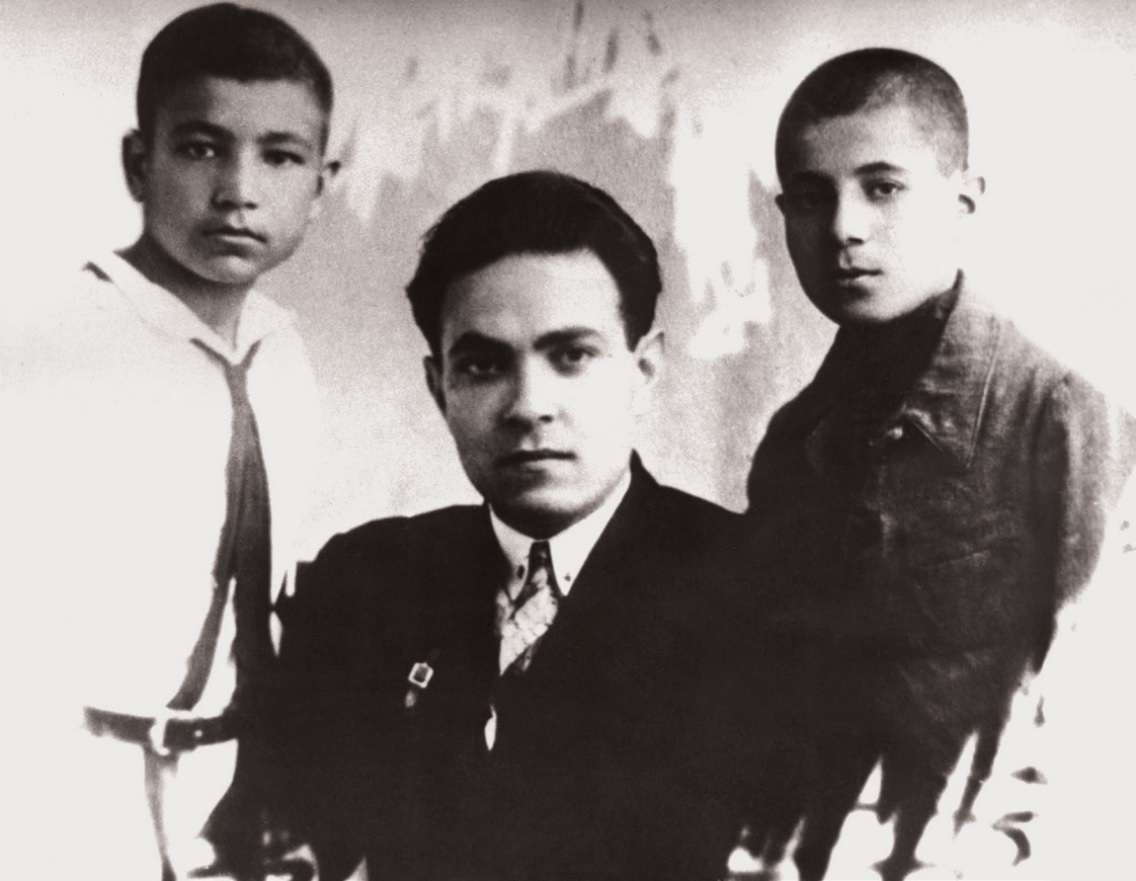
مهدي حسين زاده, سعيد روستاموف, مرسال نجافوف, عام 1930.
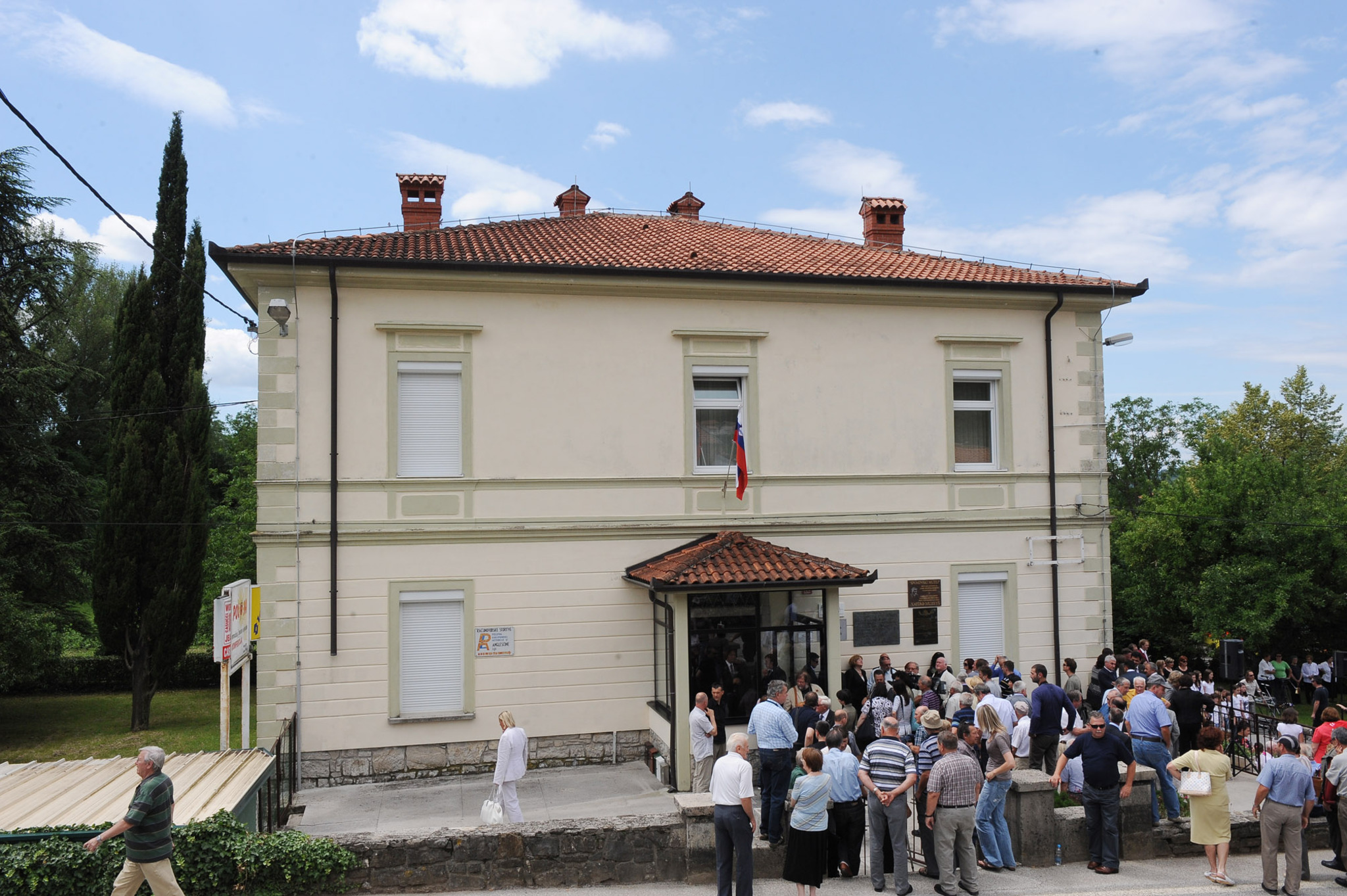
متحف ذكري مهدي حسين زاده في مدينة نوفا جوريكا
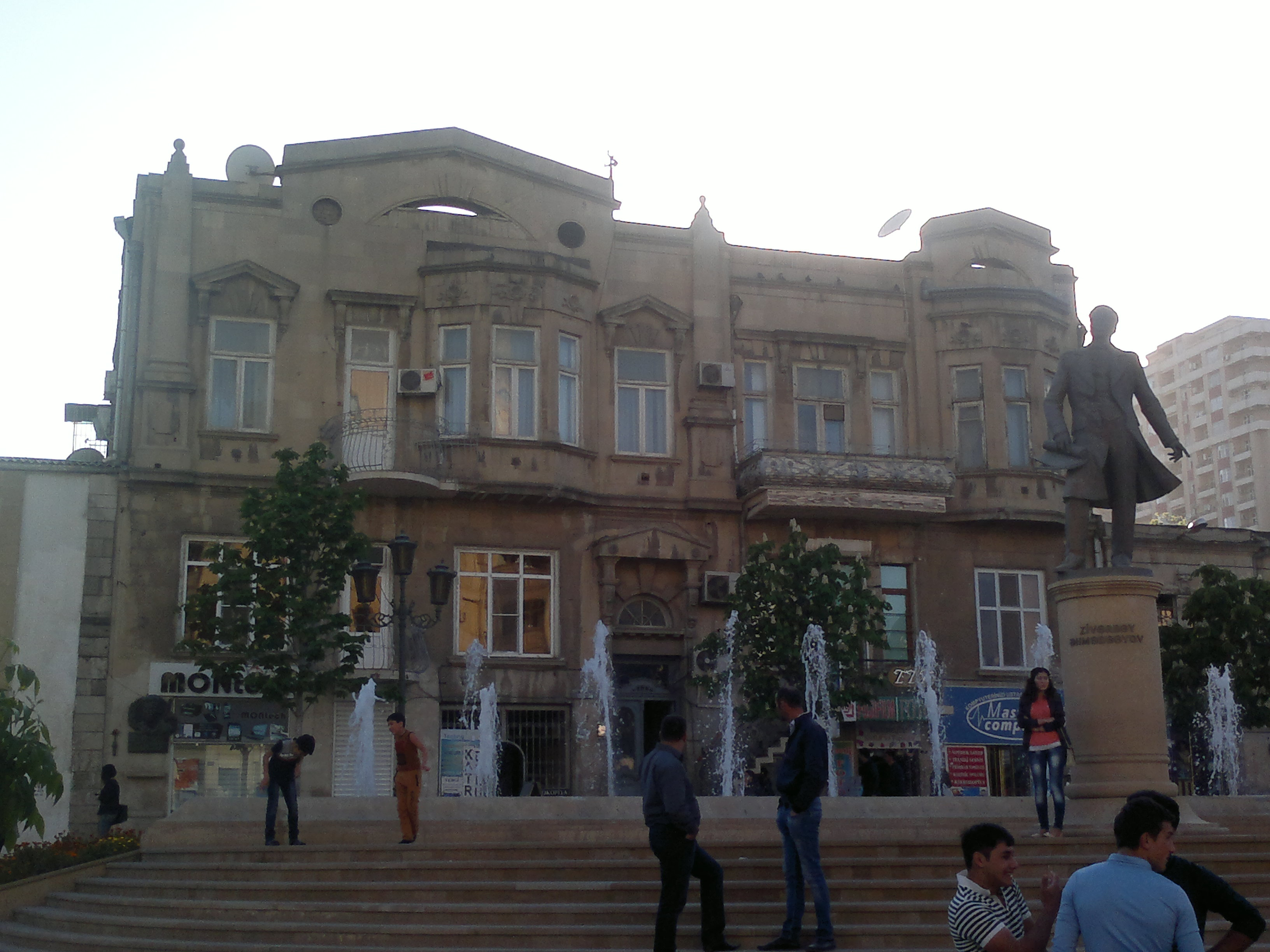
البيت الذي عاش فيه مهدي حسين زاده
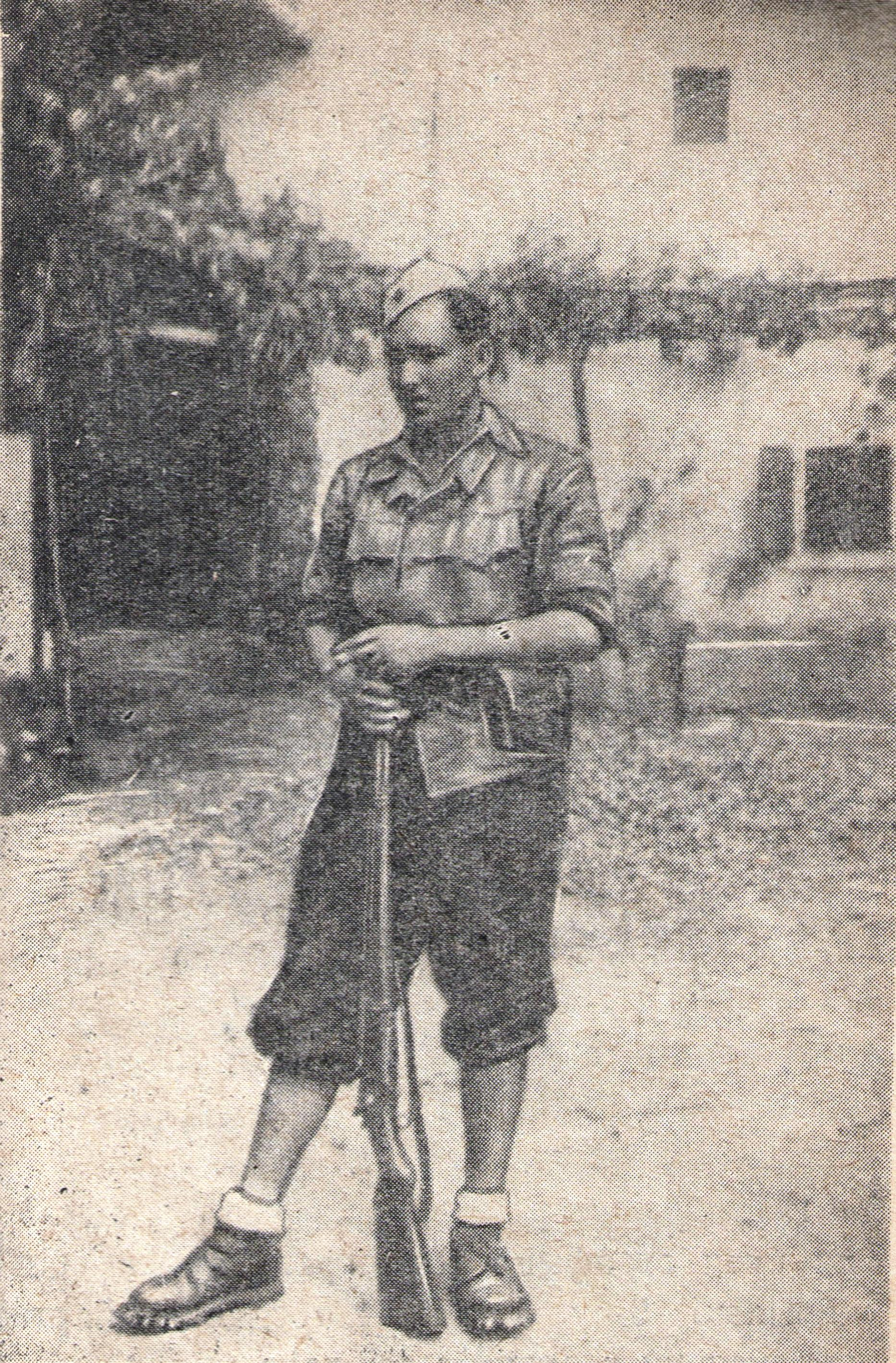
بارتيزان "ميخيلو", عام 1944